# Brda (Split)
Brda jsou jednou z městských částí chorvatského Splitu. Název lze do češtiny přeložit jako kopce.

## Části a ulice
Městská částí se dělí na čtvrti Brda, Stinice a severní část Kopilicy.
Součástí Brd byly dříve čtvrti Ravne njive a Neslanovac, proto se obyvatelé těchto čtvrtí nazývají Brđani.
- Popis ulica gradskog kotara Brda[1]:
  - Drniška
  - Hercegovačka 65-85
  - Hercegovačka 87-123
  - Hercegovačka 1-63
  - Imotska ulica (Mate Golema)
  - Ulica Ivana Raosa 7-11
  - Ulica Ivana Raosa 10-12
  - Ulica Ivana Raosa 3-5
  - Ulica Ivana Raosa 2-8
  - Ulica Ivana Raosa 13-17
  - Ulica Ivana Raosa 14
  - Kopilica
  - Kumičićeva
  - Mostarska 1-99
  - Mostarska 0-70
  - Petravićeva
  - Plitvička
  - Put Brda 1-13
  - Put Brda 0-6
  - Put Brda 12-22
  - Put Brda 15-29
  - Put Brda 8-10
  - Put Duja
  - Put Ravnih Njiva
  - Put Sjeverne luke
  - Ramska
  - Sarajevska 9-91
  - Sarajevska 48-106
  - Sarajevska 1-7
  - Solinska 1-57
  - Solinska 0-20
  - Stinice
  - Širokobriješka 3-19
  - Širokobriješka 0-20
  - Triljska
  - Vranjićki put (dříve Stari put)[2]
  - Vrlička

## Vzdělání
- Základní škola Brda
- Základní škola Ravne njive
- Katedra vysokoškolských studií

## Sport
- NK Brda Split [3] - fotbalový klub
- RK Brda Split [4] - házenkářský klub
- Dobře Brda Split [5] - volejbalový klub
- ŠH Brda - šachový klub
- BK Brda - bowlingový klub
- TK Brda - tenisový klub

## Ekonomika
V severní části Kopilice je sídlo splitského oddělení Chorvatské pošty, několik hotelů, vlakové nádraží, pekárna Babić, různé sklady a autoservisy. Ve čtvrti je množství kaváren, kadeřnictví a množství obchodů.

## Dopravní spojení
Brda je obzvláště spojena s městskou hromadnou dopravou ve Splitu a díky spojení s ulicí Domovinskog rata a ulicí Solinska jsou Brda jednou z nejlépe dopravně propojených čtvrtí ve Splitu.

## Historie
2. července 1944 v tehdejší východní části splitského území zahájila činnost Základní škola Brda (Osnovna škola Brda) v domě Pavy Kovačiće, zatímco v ostatních částech města dosud probíhaly boje konce druhé světové války. Tato první nově zřízená škola v osvobozeném městě dnes funguje pod názvem „Státní smíšená základní škola v Kopilici-Kmani“ ("Državna mješovita osnovna škola u Kopilici-Kman").

## Kulturní památky
Kostel mateřství Panny Marie

## Celebrity
- Željko Kerum (nar. 1960), podnikatel a politik